# Trathala gracilipes
Trathala gracilipes är en stekelart som först beskrevs av Motschoulsky 1863.  Trathala gracilipes ingår i släktet Trathala och familjen brokparasitsteklar. Inga underarter finns listade i Catalogue of Life.